# 櫛笥隆成
櫛笥隆成（くしげ たかなり、延宝4年（1676年）11月21日 - 延享元年（1744年）9月7日）は、江戸時代後期の公卿。初名は櫛笥隆幸、別名は櫛笥隆実。

## 官歴
- 元禄5年（1692年）：従五位上、侍従
- 元禄9年（1696年）：正五位下
- 元禄10年（1697年）：右近衛少将
- 元禄13年（1700年）：従四位下
- 元禄15年（1702年）：左近衛中将
- 元禄16年（1703年）：従四位上
- 宝永3年（1706年）：正四位下
- 享保2年（1717年）：蔵人頭
- 享保3年（1718年）：正四位上
- 享保4年（1719年）：参議
- 享保5年（1720年）：従三位、踏歌節会外弁
- 享保7年（1722年）：権中納言
- 享保9年（1724年）：正三位
- 享保14年（1729年）：従二位
- 享保16年（1731年）：権大納言
- 享保20年（1735年）：正二位
- 延享元年（1744年）：従一位

## 系譜
- 実父：鷲尾隆尹
- 養父：櫛笥隆賀
- 養子：櫛笥隆兼（西洞院時成の孫）
- 養子：櫛笥隆周（八条隆英の子）
- 養子：櫛笥隆望（六条有藤の子）